# Thomphang Basele
Thomphang Basele (* 28. Februar 2000) ist eine botswanische Leichtathletin, die im Sprint antritt und sich auf die 400-Meter-Distanz spezialisiert.

## Sportliche Laufbahn
Erste internationale Erfahrungen sammelte Thomphang Basele 2017 bei den U18-Weltmeisterschaften in Nairobi, bei denen sie in der gemischten Staffel mit 3:33,42 min in der Vorrunde ausschied. Kurz darauf nahm sie im 400-Meter-Lauf an den Commonwealth Youth Games in Nassau teil und schied auch dort mit 58,46 s im Vorlauf aus. 2019 schied sie bei den Afrikaspielen in Rabat mit 57,00 s in der ersten Runde aus und gewann mit der botswanischen 4-mal-400-Meter-Staffel in 3:31,96 min die Silbermedaille hinter Nigeria. Bei den World Athletics Relays 2021 im polnischen Chorzów verpasste sie mit 3:34,99 min den Finaleinzug in der 4-mal-400-Meter-Staffel. 2022 erreichte sie bei den Afrikameisterschaften in Port Louis das Halbfinale und schied dort mit 55,90 s aus und gelangte mit der 4-mal-400-Meter-Staffel mit 3:36,96 min auf Rang vier. Anschließend gelangte sie bei den Commonwealth Games in Birmingham mit 3:41,14 min auf den siebten Platz im Staffelbewerb. 2024 wurde sie bei den Afrikaspielen in Accra im Halbfinale über 400 Meter wegen eines Fehlstarts disqualifiziert und gewann mit der Staffel in 3:33,44 min gemeinsam mit Lydia Jele, Obakeng Kamberuka und Oratile Nowe die Bronzemedaille hinter den Teams aus Nigeria und Sambia.
In den Jahren 2019 und 2021 wurde Basele botswanische Meisterin im 400-Meter-Lauf.

## Persönliche Bestleistungen
- 200 Meter: 24,15 s (−1,3 m/s), 14. März 2020 in Gaborone
- 400 Meter: 53,00 s, 25. März 2023 in Gaborone